# Акасака (станция, Токио)
Станция Акасака (яп. 赤坂駅 акасака эки) — железнодорожная станция на линии Тиёда, расположенная в специальном районе Минато, Токио. Была открыта 20 октября 1972 года. Станция обозначена номером C-06. В окрестностях станции расположена штаб-квартира холдинга Tokyo Broadcasting System. На станции установлены автоматические платформенные ворота.

## Планировка станции
Одна платформа островного типа и два пути.
| 1 | ○ Линия Тиёда | Омотэсандо, Ёёги-Уэхара, Каракида (Линия Тама)           |
| 2 | ○ Линия Тиёда | Отэмати, Кита-Сэндзю, Аясэ, Абико (JR East Линия Дзёбан) |

## Близлежащие станции
| «                  | «                  | Вид обслуживания   | »                        | »                        |
| Линия Тиёда (C-06) | Линия Тиёда (C-06) | Линия Тиёда (C-06) | Линия Тиёда (C-06)       | Линия Тиёда (C-06)       |
| ------------------ | ------------------ | ------------------ | ------------------------ | ------------------------ |
| Ногидзака (C-05)   | Ногидзака (C-05)   | -                  | Коккай-Гидзидомаэ (C-07) | Коккай-Гидзидомаэ (C-07) |